# Edna Cintrón
Edna Troche Cintrón (14 de octubre de 1954 - 11 de septiembre de 2001) fue una de las víctimas de los Atentados del 11 de septiembre de 2001. Edna es recordada por varios vídeos y fotografías en las que supuestamente se la ve con vida en el interior del agujero producido por el impacto del vuelo 11 de American Airlines contra la Torre Norte.

## Biografía

### Primeros años y educación
Edna nació en Puerto Rico el 14 de octubre de 1954, si bien vivió casi toda su vida en Estados Unidos debido a que su madre se mudó a Nueva York cuando Cintrón tenía aproximadamente cinco años de edad. Edna tenía una hermana mayor, Myrna, y un hermano.
Cintrón se crio en Delancey Street, en Lower Manhattan, y sus primeros años de vida transcurrieron en un ambiente de pobreza, trabajando su madre en la junta de educación de la ciudad y disponiendo de pocos recursos económicos. Edna cursó estudios hasta el undécimo grado, no llegando a graduarse en el instituto, aunque en los últimos años de su vida se estaba preparando para obtener un GED, título equivalente a un diploma del instituto.

### Matrimonio y trabajo en el World Trade Center
Edna conoció a su futuro esposo, William Cintrón, en 1987 durante una visita de este a la casa de la novia de su hermano en Upper Manhattan. A diferencia de Edna, William, dos años menor que ella, ya había estado casado y tenía dos hijos. A los dos meses de conocerse se mudaron a un apartamento en Brooklyn, casándose dos años después. El matrimonio no tuvo hijos debido a la incapacidad de Edna para concebir, si bien ambos contemplaron la posibilidad de adoptar, aunque fueron aplazando esta opción por problemas económicos. Residentes en un vecindario en Queens los últimos nueve años de su matrimonio, Edna y William solían realizar cruceros, visitando lugares como Bermudas, México y Jamaica. También solían viajar a Bear Mountain State Park y visitar los casinos de Atlantic City.
Cintrón, aficionada a coleccionar cuadros y figuras de ángeles, empezó a trabajar en el extremo sur de Manhattan pocos años antes de los ataques, primero en el World Financial Centre y después en el World Trade Center, en la sección de soporte informático de la firma de seguros Marsh & McLennan, donde se desempeñaba como asistente del administrador de facturación en la planta 97 de la Torre Norte.

### Últimas horas y muerte
A las 8:46 horas del 11 de septiembre de 2001, el vuelo 11 de American Airlines se estrelló contra la Torre Norte del World Trade Center. El impacto se produjo entre las plantas 93 y 99, destruyendo cualquier vía de escape y dejando atrapados a todos los ocupantes por encima de la planta 92. Inicialmente se creyó que todas las personas ubicadas en esas plantas habían muerto a causa de la colisión, si bien varios vídeos y fotografías del hueco dejado por el avión muestran en el interior del agujero a una mujer con vida, generalmente identificada como Edna. En dichas imágenes se puede apreciar que la mujer (conocida como Hole Woman) es de constitución delgada y luce cabello largo y rubio, características coincidentes con la apariencia física de Cintrón. La víctima, quien permaneció alrededor de una hora en una zona con temperaturas cercanas a los 1000 °C según informes oficiales del NIST, figura asomada al exterior entre el amasijo de hierros y apoyada en una de las ruinas de la estructura mientras agita su brazo derecho, aspecto que ha sido interpretado por varios defensores de teorías de la conspiración como evidencia de que el calor no era tan elevado y de que la torre no se estaba derritiendo puesto que la mujer seguía con vida en una zona sometida supuestamente a temperaturas superiores al máximo para la supervivencia y aparecía aferrada a los restos de metal, los cuales deberían haber estado al rojo vivo en caso de estar fundiéndose. Sin embargo, las temperaturas no eran constantes en todo el lugar ya que algunas de las personas atrapadas informaron haber huido hacia áreas más frías, situadas principalmente en puntos donde el fuego estaba en contacto con aire fresco.
Un hombre, Richard Pecorella, afirmó no obstante que la mujer de las imágenes era su prometida Karen Juday en base a que la ropa que luce la víctima (suéter azul marino y pantalones color crema largos hasta los tobillos) es la misma que Karen vestía la mañana de los atentados. Existen sin embargo dos factores que ponen en duda este hecho: la ropa que llevaba la mujer estaba compuesta por prendas bastante comunes, mientras que Juday trabajaba para Cantor Fitzgerald en la planta 101, por lo que no se explicaría su presencia en las plantas 93 a 99, ocupadas enteramente por las oficinas de Marsh & McLennan y donde se hallaba el agujero.
Existe a su vez una fotografía tomada por Richard Drew (autor de la imagen The Falling Man) en la que aparentemente se ve a la misma mujer cayendo al vacío, por lo que cabe la posibilidad de que Cintrón saltase al igual que muchas otras víctimas (entre 37 y 50 en la Torre Norte y cerca de 200 en total), aunque la caída también pudo ser accidental. Junto con Edna murieron, entre otros, 294 empleados de la firma y 63 contratistas.

## Legado
El nombre de Cintrón figura, al igual que los de las demás víctimas, en el National September 11 Memorial & Museum, concretamente en el panel N-12.